# فيصل أحمد سعد
فيصل أحمد سعد درامي ومسرحي سوداني مقتدر. نال درجة الدكتوراة في علم الأصوات ويعمل محاضراً في كلية الموسيقى والدراما في جامعة السودان. انتقل وأسرته إلى مدينة أم روابة حيث درس بها الابتدائية حتى السنة الرابعة ومنها انتقل إلى الأبيض حيث أكمل دراسته الابتدائية والمتوسطة والثانوية، حصل على دبلوم التربية ثم التحق بالمعهد العالي للموسيقى والمسرح. تخرج فيه عام 1986م تخصص تمثيل وإخراج. حصل على الماجستير في اللغة العربية في معهد الخرطوم الدولي لمعهد اللغة العربية.
بدأ حياته العملية معلماً بالمرحلة المتوسطة، والآن هو عضو في هيئة التدريس بكلية الموسيقى و الدراما بجامعة السودان 
واصل العمل المسرحي مع رفاقه في فرقة الأصدقاء المسرحية.

## إعلاميون دربهم فيصل سعد
قام د.فيصل وخلال مسيرته هذه بتدريب عدد كبير من الإعلاميين والمذيعين سواء كانوا على مستوى الكليات الإعلامية أو على مستوى الساحة الإعلامية من مشاهير الإعلاميين السودانيين. فهو المدرب المعتمد لدى كبرى القنوات السودانية كالنيل الأزرق والشروق وغيرهما. 